# Мелітопольгаз
ПрАТ «Мелітопольга́з» — приватне акціонерне товариство зі штаб-квартирою в місті Мелітополь Запорізької області, займається розподілом природного газу, експлуатацією систем газопостачання та надає інші послуги, пов'язані із безперебійним та безаварійним газопостачанням споживачів у Мелітополі, смт. Приазовському й смт. Веселому Мелітопольського району Запорізької області.

## Історія
Газовий цех, створений в складі виробничого управління водоканалізаціі Мелітополя — 29 січня 1959 року.
У 1974 році включили в Мелітопольське міжрайонне виробниче управління газового господарства в складі ПО «Запоріжгаз». У 1994 році управління отримало статус самостійного державного підприємства у складі ДХК «Укргаз». У 1998 році в процесі приватизації, організаційно-правова форма підприємства змінена на відкрите акціонерне товариство «Мелітопольгаз». У 2015 році змінено тип акціонерного товариства з відкритого на публічне — ПАТ «Мелітопольгаз». В 2019 році проведено зміну типу акціонерного товариства на Приватне акціонерне товариство «Мелітопольгаз».
ПрАТ «Мелітопольгаз» -Оператор газорозподільної системи (Оператор ГРМ) — суб'єкт господарювання, що на підставі ліцензії здійснює діяльність з розподілу природного газу газорозподільною системою, відповідно до законодавства, та виконує щодо неї функції оперативно-технологічного управління ?

## Структура
- Головне Управління ПАТ «Мелітопольгаз»;
- Приазовський цех природного та зрідженого газу;
- Веселівський цех природного та зрідженого газу.[2]